# Eiji Okuda
Eiji Okuda (奥田瑛二?, Okuda Eiji; Aichi, 18 marzo 1960) è un attore, regista, sceneggiatore, e produttore cinematografico giapponese.

## Carriera
Debuttò come attore nel 1979, interpretando un ruolo in Motto shinayaka ni, motto shitataka ni, diretto da Toshiya Fujita. Nel 1987 vinse il premio come miglior attore al Mainichi Film Concours per la sua interpretazione nel film drammatico The Sea and Poison. Nel 1989 interpretò accanto a Toshirō Mifune il film storico Morte di un maestro del tè, che gli valse il premio come miglior attore ai Nikkan Sports Film Awards e una nomination come miglior attore ai Japanese Academy Awards. Nel 1995 vinse quattro premi come miglior attore grazie alla sua interpretazione in Bo no kanashimi.
Nel 2001 debuttò nella regia cinematografica, dirigendo e interpretando il film drammatico An Adolescent, che vinse cinque premi tra i quali il gran premio della giuria al Paris Film Festival. Tre anni dopo diresse il suo secondo lungometraggio, Runin: Banished, che si aggiudicò due premi. La sua terza regia, A Long Walk, vinse tre premi al Montreal World Film Festival, tra i quali il prestigioso Grand Prix des Amériques.
Nel 2009 fu nel cast del film drammatico Be Sure to Share, diretto da Sion Sono.

## Filmografia parziale

### Attore
- Motto shinayaka ni, motto shitataka ni, regia di Toshiya Fujita (1979)
- Yogoreta eiyû, regia di Haruki Kadokawa (1982)
- Hakô kirameku hate, regia di Toshiya Fujita (1986)
- Il mare e il veleno (Umi to dokuyaku), regia di Kei Kumai (1986)
- Morte di un maestro del tè (Sen no Rikyu: Honkakubô ibun), regia di Kei Kumai (1989)
- Fukai kawa, regia di Kei Kumai (1995)
- Onibi, regia di Rokuro Mochizuki (1997)
- Il mare e l'amore (Umi wa miteita), regia di Kei Kumai (2002)
- Shinkuronishiti, regia di Macoto Tezuka (2004)
- Otoko-tachi no Yamato, regia di Jun'ya Satô (2005)
- Chanto tsutaeru, regia di Sion Sono (2009)
- Goemon, regia di Kazuaki Kiriya (2009)
- Rurouni Kenshin, regia di Keishi Ōtomo (2012)

### Regista e attore
- Shôjo (2001)
- Runin: Banished (2004)
- Nagai sanpo (2006)
- Kaze no sotogawa (2007)

### Videogiochi
- Yakuza 5 (2012) (Tsubasa Kurosawa)
- Ryu ga Gotoku Online (2018) (Tsubasa Kurosawa)